# باشگاه فوتبال ریال کشمیر
باشگاه فوتبال رئال کشمیر یک باشگاه فوتبال حرفه‌ای هندی واقع در سرینگر جامو و کشمیر است و در آی-لیگ این کشور که بالاترین سطح مسابقات فوتبال در کشور هند است بازی می‌کند.